# Affe mit Schädel (mono con calavera)

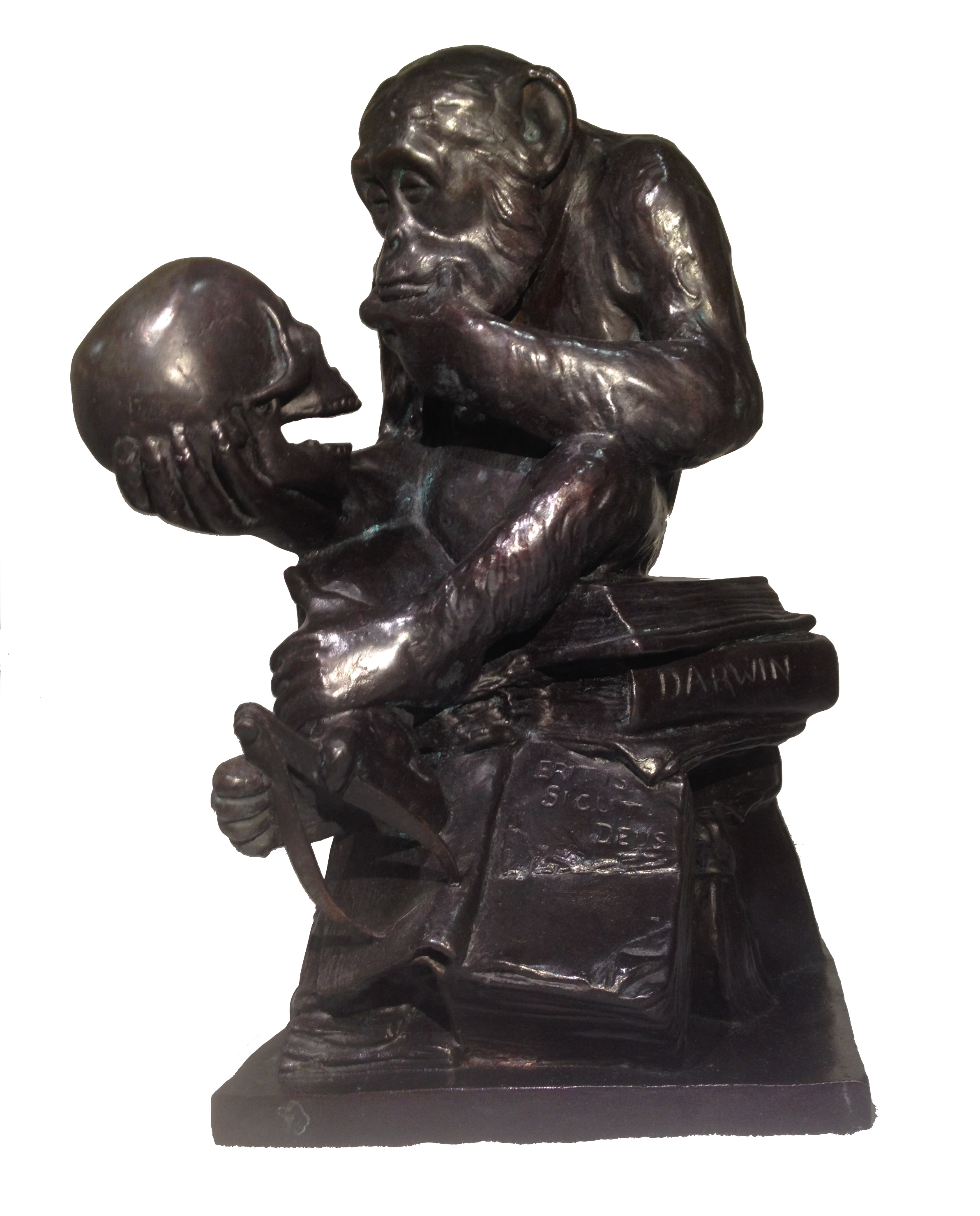
Affe mit Schädel (Mono con Calavera)

Affe mit Schädel —Mono con Calavera— es una obra del escultor alemán Hugo Rheinhold de fines del siglo XIX. La estatuilla es también conocida como Affe, einen Schädel betrachtend —Mono Contemplando un Cráneo—. Fue exhibida en 1893 en la Gran Exposición de Arte de Berlín.

## Descripción
Un chimpancé está sentado en una pila de libros y manuscritos. El sujeto sostiene en su mano derecha una calavera humana, rememorando la escena de Hamlet de Shakespeare, cuando el Príncipe de Dinamarca recuerda a Yorick ("Porbre Yorick, yo lo conocía…"). El chimpancé sostiene su mentón con una mano en postura reflexiva. Sostiene un calibre en su pata derecha. Uno de los lomos de los libros cerrados sobre los que se sienta se titula "Darwin".

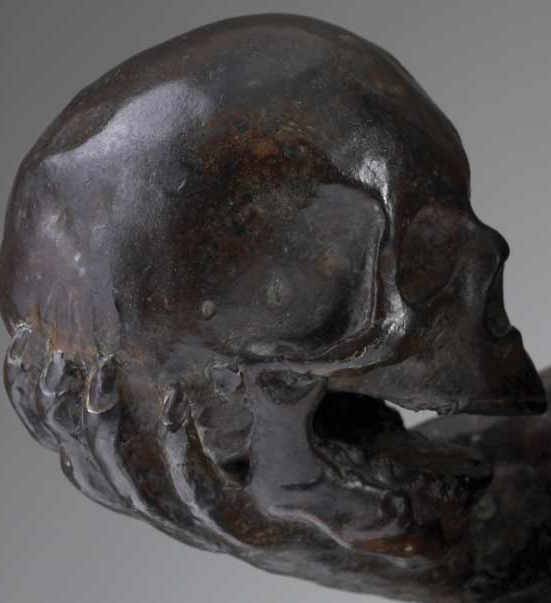
Detalle mostrando la calavera humana
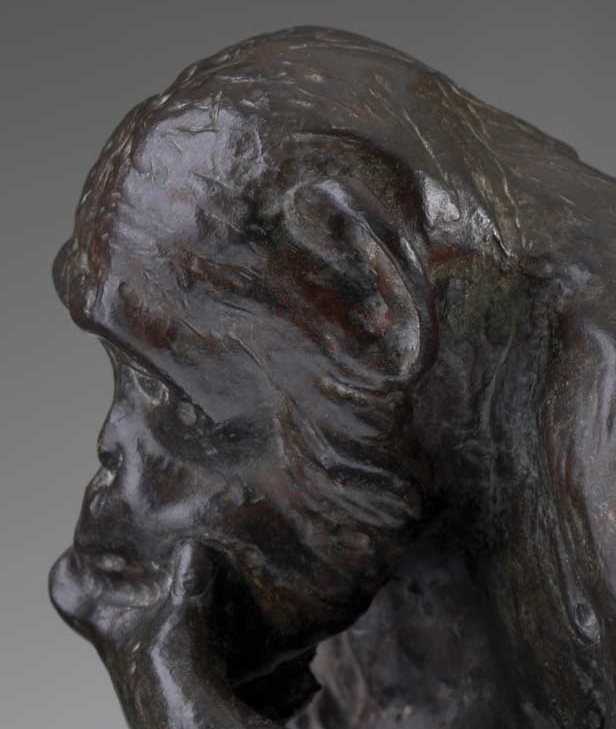
Detalle mostrando la postura reflexiva
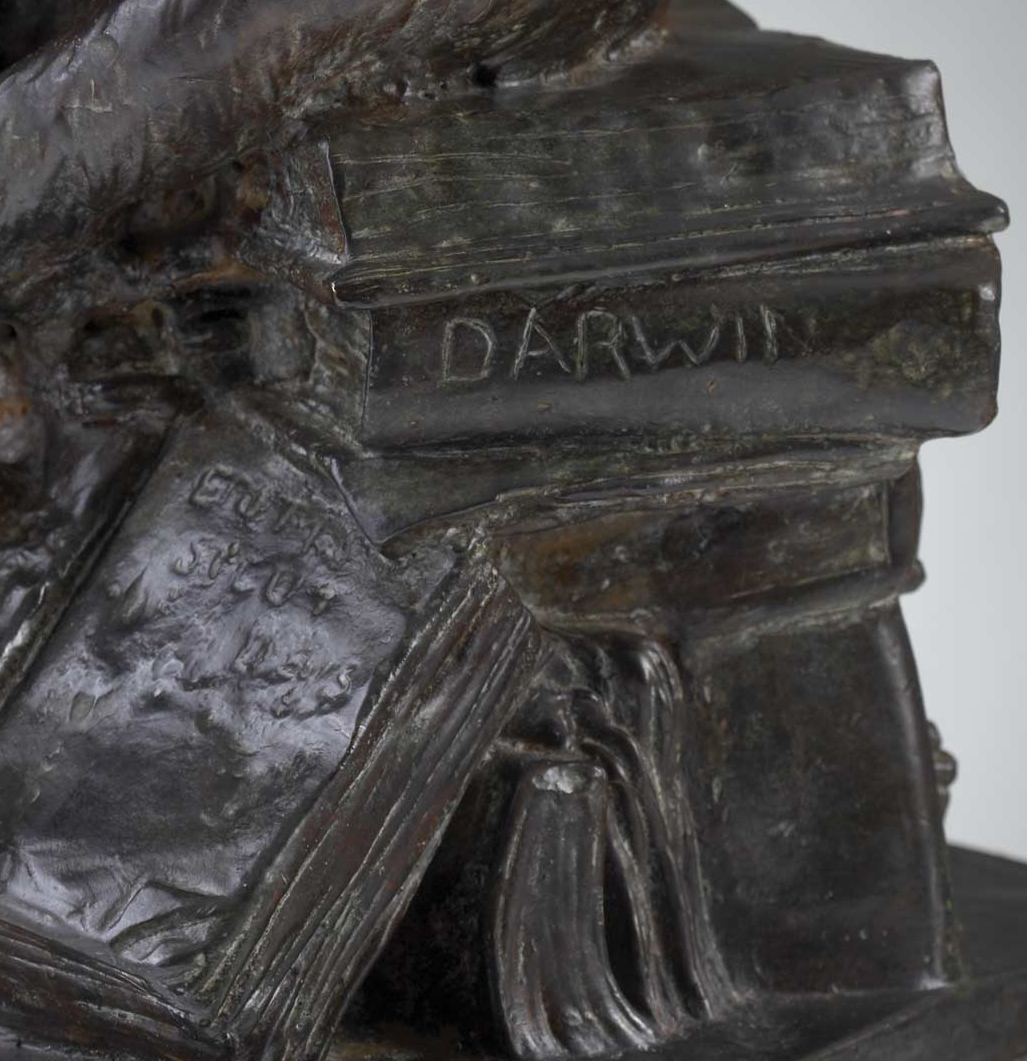
Detalle mostrando la pila de libros, uno de los cuales dice "Darwin"
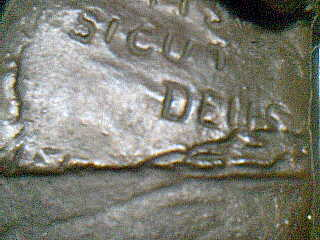
Detalle mostrando una página de la Biblia rota

## Interpretaciones
Los libros y calibre sugieren una ilustración superficial, tal vez sean una advertencia frente al llamado racionalismo. Un hombre sosteniendo una calavera usualmente alude a la inevitabilidad de la muerte como en Hamlet. Pero, para el mono de Hugo Rheinhold, es algo bastante diferente. El mono está analizando fríamente como lo confirma el calibre. Que siquiera consideremos este nivel de inteligencia en otra especie es una interrogación a nosotros mismos en cuanto a las cosas que estamos teniendo por ciertas con la teoría darwinista. La inscripción original del autor Hugo Rheinhold "eritis sicut deus", puede sugerir que la comprensión darwineana puede llevarnos a un abuso de tipo Frankenstiano en relación con la esencia de la vida, o encerrar un tono sarcástico.
El filósofo Carlos Bernardo González Pecotche se encontró con una de estas estatuillas en Buenos Aires y la compró como obsequio para sus discípulos de Montevideo. La interpretó como una representación de la cultura reinante, que ha reducido al ser humano a una calavera, degradándolo al punto que un mono podría intentar comprenderlo.

## Reproducción
Aunque debutó en el Große Berliner Kunstaustellung, esta estatuilla fue reconocida por primera vez por la Fundición Gladenbeck (fundada por Carl Gustav Hermann Gladenbeck en 1851). Quien compró los derechos de autor de la estatua, la Fundición Gladenbeck reprodujo la estatua en bronce en su catálogo y se hizo popular por su particular originalidad. El molde original de 30cm desapareció con el cierre de la fundición Gladenbeck pero Bildgießerei Seiler GmbH obtuvo un molde de 13cm de Gladenbeck(Nr. 1194).

## Distribución
Las ediciones de Gladenbeck de la estatua están en el Instituto de Biología Evolucionaria de la Universidad de Edibburgh, el Colegio de Cirujanos de Edimburgo, la Biblioteca Médica de Boston, en Calgary, Cottbus, Gloucester, Kerikeri, Munnekeburen, Oakville, Osaka, Oxford, Stevens Point, Vienna, y famosamente había una en el escritorio de Lenin en el Kremlin.

## Variaciones
Dos empresas de fundición (Seiler en Alemania, Powderhall en Escocia) aun producen ediciones fieles de la estatua. Aunque difieren en tamaño (13cm y 30cm, respectivamente) y patinas (bronce claro tradicional, y un bronce mucho más oscuro, respectivamente).
Otras versiones menos fieles a la original cambian la contemplación pensativa del chimpancé a la expresión de confusión rascándose la cabeza, o sacrifican el lustre metálico al sustituir por materiales más baratos como arcilla, y usualmente socavan la pose de la escultura original al posicionar sin cuidado la calavera de material plástico. Los precios actualmente están en el rango de 50 USD en Estados Unidos en versión de bronce de tamaño 13cm. Cuando rara vez aparece alguna de las de Gladenbeck en remates privados sus precios pueden subir hasta USD 6000.[cita requerida]

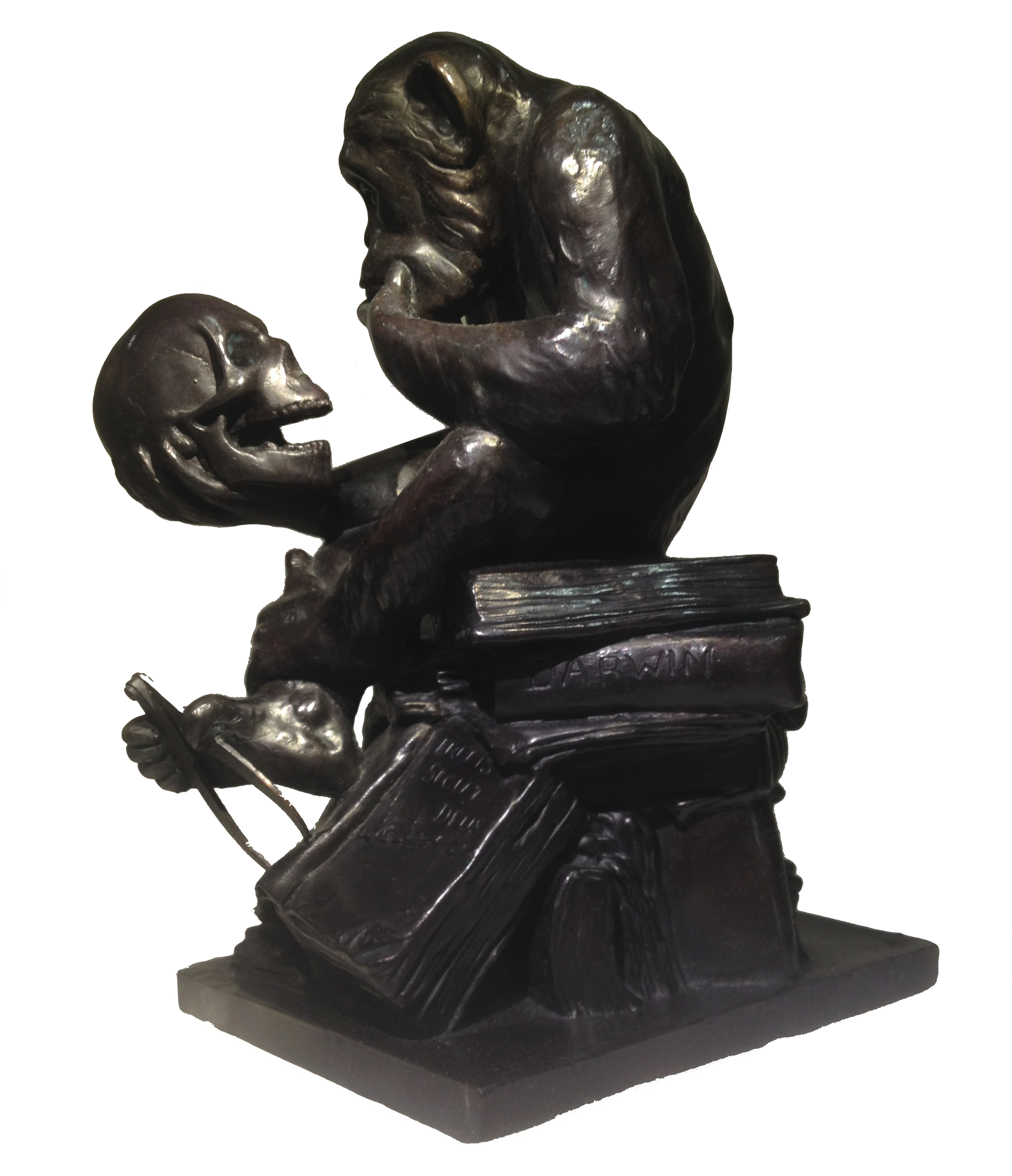
* Affe mit Schädel 2014 patina: Bronce oscuro
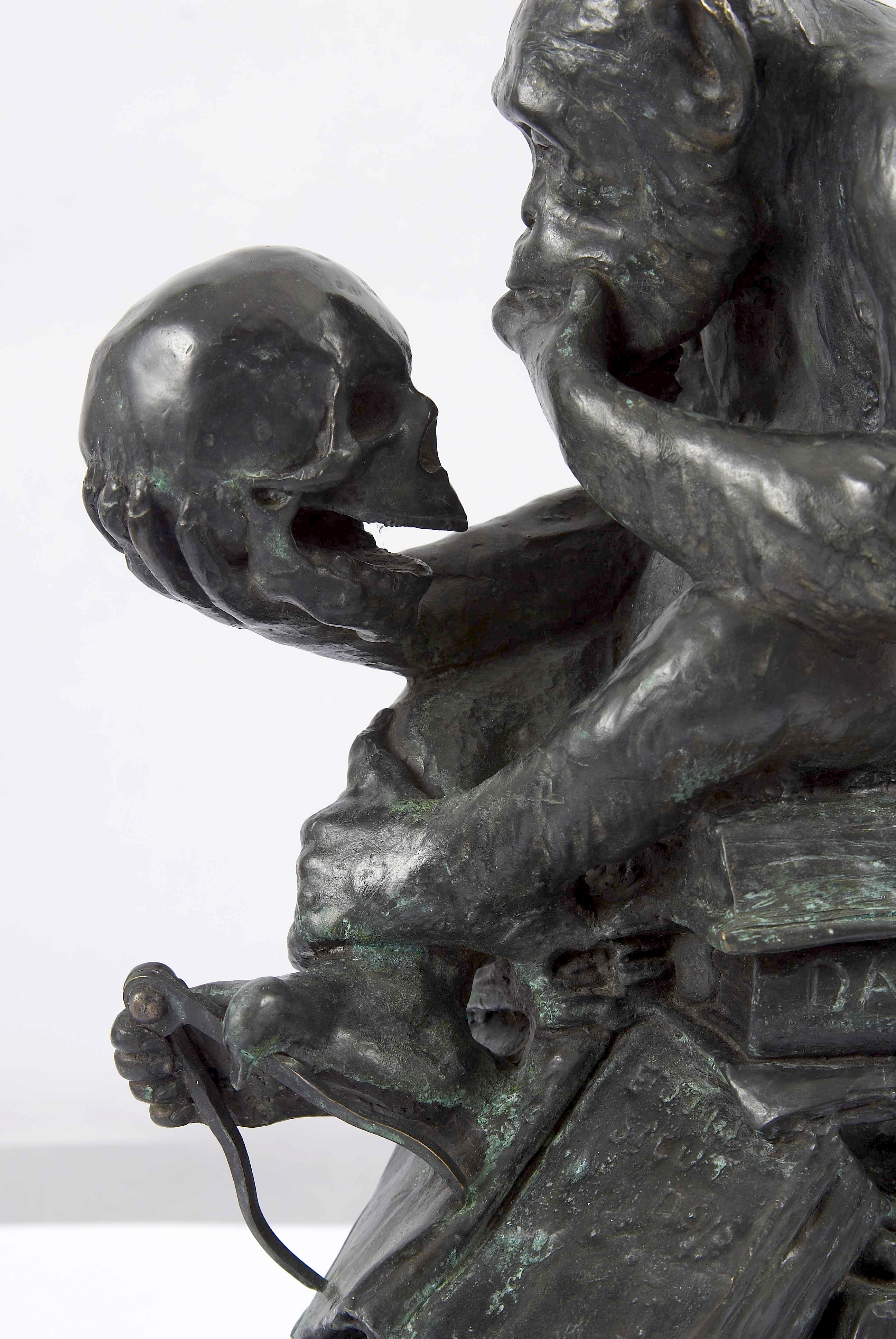
El mono de darwin 2008 patina: Metal de armas
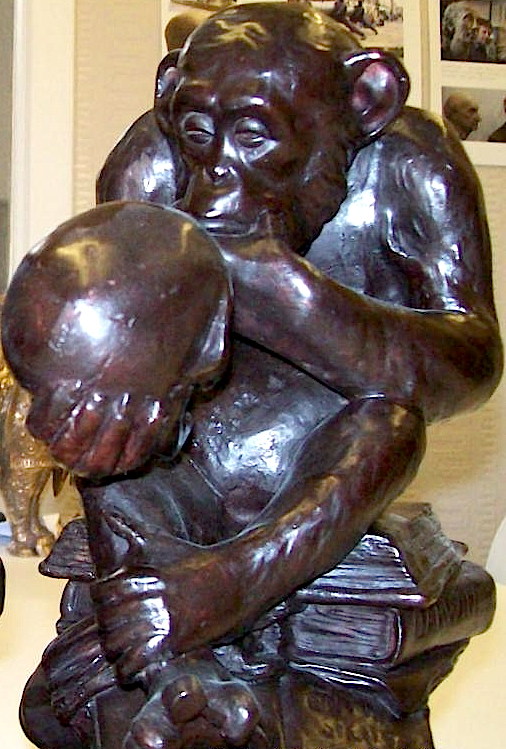
Powder Hall Bronce 2008 patina: Negro imperial
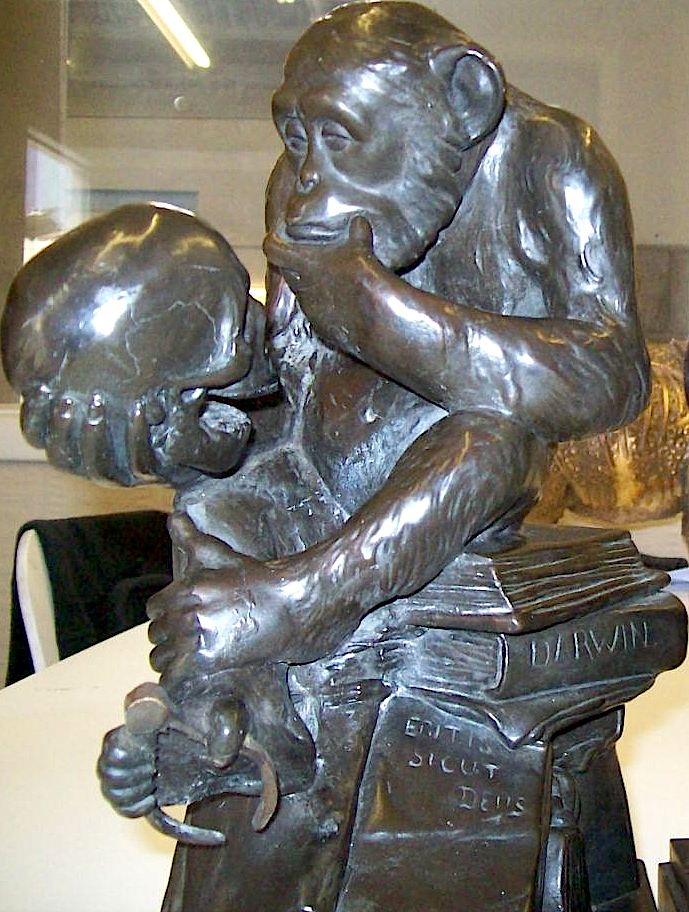
Thomas Blakemore c. 1990 patina: Negro potash
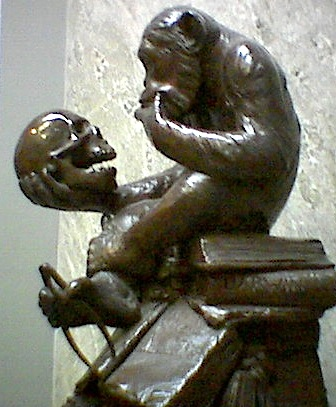
Gladenbeck c. 1942 patina: Clásica / antigua